# قایق‌های جهنمی
قایق‌های جهنمی (انگلیسی: Hell Boats) فیلمی در ژانر جنگی به کارگردانی پل وندکوس است که در سال ۱۹۷۰ منتشر شد. از بازیگران آن می‌توان به جیمز فرنسیسکس و پیتر بارتون اشاره کرد.